# Oscar Petersson
Oscar Petersson, född 26 februari 1999, är en svensk före detta fotbollsspelare. 

## Karriär
Peterssons moderklubb är Veberöds AIF. Efter fyra år i Malmö FF:s akademi skrev han på för Halmstads BK inför säsongen 2017.
I augusti 2017 flyttades Oscar Petersson upp i Halmstads BK:s seniortrupp. Samma månad avverkade han seniordebuten mot Kristianstad FC i Svenska Cupen den 23 augusti. Exakt en månad senare - den 23 september - kom den allsvenska debuten. Det då Petersson fick göra ett inhopp på tilläggstid mot IFK Norrköping. Kort efter debuten skrev han på ett nytt treårskontrakt med Halmstads BK.
Den 8 juli 2020 värvades Petersson av Landskrona BoIS, där han skrev på ett 1,5-årskontrakt. I juni 2021 förlängde Petersson sitt kontrakt fram över säsongen 2023. I juni 2022 avslutade han sin fotbollskarriär.

## Landslagskarriär
Oscar Petersson var en del av den svenska EM-truppen i U17-EM 2013. I den tredje gruppspelsmatchen mot Frankrike startade Petersson medan han fick göra inhopp i övriga tre matcher i turneringen.

## Karriärstatistik
| Klubb                                                      | Säsong            | Inhemsk liga      | Inhemsk liga | Inhemsk liga | Nat. täv. | Nat. täv. | Internat. täv. | Internat. täv. | Totalt | Totalt |
| Klubb                                                      | Säsong            | Serie             | SM           | Mål          | SM        | Mål       | SM             | Mål            | SM     | Mål    |
| ---------------------------------------------------------- | ----------------- | ----------------- | ------------ | ------------ | --------- | --------- | -------------- | -------------- | ------ | ------ |
| Halmstads BK                                               | 2017              | Allsvenskan       | 3            | 0            | 0         | 0         | 0              | 0              | 3      | 0      |
| Halmstads BK                                               | Totalt i klubblag | Totalt i klubblag | 3            | 0            | 0         | 0         | 0              | 0              | 3      | 0      |
| Antal matcher och mål är korrekt per den 17 februari 2018. |                   |                   |              |              |           |           |                |                |        |        |